# سیارک ۴۱۱۹
سیارک ۴۱۱۹ (به انگلیسی: 4119 Miles، نامگذاری:1983BE) چهار هزار و صد و نوزدهمین سیارک کشف شده‌است که در ۱۶ ژانویه ۱۹۸۳ کشف شد.
قدر مطلق سیارک برابر ۱۱٫۹۰ است.